# كبير أمناء البلاط
كبير أمناء البلاط (بالإنجليزية: Lord Chamberlain)‏ أو لورد أمناء البلاط الملكي، هو أعلى المسؤولين مرتبةً في بلاط الأسرة الملكية في المملكة المتحدة، يشرف على الأقسام التي تدعم عاهل المملكة المتحدة وتقدم الاستشارة له، إضافة إلى قيامه بدور حلقة الاتصال الرئيسية بين العاهل ومجلس اللوردات. يتولى صاحب المنصب تنظيم جميع الأنشطة المراسمية، مثل حفلات الحدائق والزيارات الدولية وحفلات الزفاف الملكية إلى جانب افتتاح البرلمان الحكومي، ويتعامل أيضًا مع شؤون العقارات الملكية والسفريات الملكية، عدا عن مراسم التكريمات وتقديم الألقاب والأوسمة.
طوال أكثر من 230 عامًا، تمتع منصب كبير أمناء البلاط بسلطة اختيار المسرحيات التي تُمنح ترخيصًا بالعرض، منذ عام 1737 حتى عام 1968، ما كان يعني قدرة كبير أمناء البلاط على تطبيق الرقابة على المسرح كما يحلو له.
يكون كبير أمناء البلاط محلفًا من قبل المجلس الخاص على الدوام، وعادةً ما يكون من طبقة النبلاء، ولقد كان المنصب قبل عام 1782 حكرًا على ذوي المرتبات الوزارية، وظل منصبًا سياسيًا حتى عام 1924. يعود تاريخ هذا المنصب إلى العصور الوسطى، حين كان أمين بلاط الملك غالبًا ما يتولى دور الناطق باسم الملك في المجلس الخاص والبرلمان.
يشغل الإيرل بيل منصب كبير أمناء البلاط الملكي البريطاني في الوقت الحالي، إذ باشر عمله في المنصب منذ 16 أكتوبر 2006.

## مهام المنصب وواجباته
كبير أمناء البلاط هو أعلى المسؤولين مرتبةً في بلاط الأسرة الملكية ويتولى الإشراف على أعمالها، بما فيها التواصل مع بقية كبار المسؤولين في البلاط الملكي، وترؤس اجتماعات الوزراء، وتقديم المشورة في تعيين كبار مسؤولي البلاط. ويتولى كبير أمناء البلاط أيضًا مهامًا مراسمية ويقوم بدور حلقة الاتصال بين الملك ومجلس اللوردات.
يُعد مكتب كبير أمناء البلاط قسمًا تابعًا للبلاط الملكي، وتُدار شؤونه اليومية من قبل مراقب النفقات. المكتب مسؤول عن تنظيم الأنشطة المراسمية بما فيها الزيارات الدولية وتقليد المناصب وحفلات الحدائق وافتتاح البرلمان الحكومي وحفلات الزفاف والجنائز.
خلال الأنشطة المراسمية، يحمل كبير أمناء البلاط رموزًا محددة تدل على منصبه، تتضمن هذه الرموز منسأة بيضاء ومفتاحًا يتوجب تثبيته عند جيب الخاصرة. وقد جرت الأعراف، خلال مراسم التأبين الملكية، على كسر المنسأة البيضاء في طقس رمزي فوق قبر الملك المتوفى، وكان آخر من أدى هذا الطقس هو اللورد أندرو باركر، الذي كسر منسأته فوق قبر الملكة إليزابيث الثانية يوم 19 سبتمبر 2022.
إضافة إلى ذلك، يتعهد كبير أمناء البلاط بتنظيم تصميم أزياء العاملين في البلاط والتأكد من التزامهم بارتدائها، إضافة إلى الإشراف على طريقة وضع الشارات وتثبيتها.